# Болтенков, Иван Григорьевич
Иван Григорьевич Болтенков (5 (17) января 1827  — 28 июня (11 июля) 1915) — генерал от артиллерии, участник Кавказских походов.

## Биография
Иван Григорьевич Болтенков родился в 1827 году.
Воспитывался во 2-м Кадетском корпусе, из которого выпущен в 1846 году прапорщиком в конно-лёгкую № 18, (позднее 13-ю), батарею. В 1855 году, за боевое отличие, произведён в штабс-капитаны.
В 1863 году, за боевое отличие, произведён в подполковники. В том же году назначен командиром резервной батареи Терского казачьего войска (ныне 2-я Терская). В 1869 году произведён в полковники. С 1870 по 1876 год, командовал конно-артиллерийской бригадой Терского казачьего войска, с оставлением командиром батареи. С 1876 по 1889 год командовал 20-й артиллерийской бригадой. В 1877 и 1878 году, во время войны, исполнял должность начальника батареи Терской области и участвовал при усмирении непокорных горцев этой области. В 1879 году, за боевое отличие произведён в генерал-майоры. В 1889 году назначен и. д. начальника артиллерии 7-го армейского корпуса. В том же году произведён в генерал-лейтенанты с утверждением в должности. 27 октября 1899 года уволен от службы с производством в генералы от артиллерии.
Числился по полевой пешей артиллерии. Участвовал в кампаниях 1854—1855 году, 1861—1863 году и 1877 году

## Воинские звания и награды
- Офицер — 12.08.1846
- Подполковник — 1863
- Генерал-майор — 16.07.1879[1]
- Генерал-лейтенант — 1889
- Орден Св. Станислава 1-й ст. — 1886
- Знак XL-летней беспорочной службы — 1888
- Орден Св. Анны 1-й ст. — 1892
- Орден Св. Владимира 2-й ст. — 1896
- Знак L-летней беспорочной службы — 1898
- Генерал от артиллерии — 1899.